# Valls Occitanes

Mapa de las Valls Occitanes
A. Comunes declarades de llengua occitana segons la llei 482/99
B. Comunes declarades parcialment de llengua occitana segons la llei 482/99
C. Comunes de les valls no declarades de llengua occitana segons la llei 482/99
D. Comunes declarades de llengua arpitana segons la llei 482/99
E. Comunes declarades de llengua francesa segons la llei 482/99
Autres límits
F. Comunes italianes del Marquesat de Doçaiga i altres dependències del Comtat de Niça
G. Límit approximatiu de les valls occitanes
H. Límit de la llengua occitana segons l'IRES de Piemont, on s'estendria aquesta
I. Límit de la llengua occitana segons l'Institut d'estudis occitans, on s'estendria aquesta
J. Límit nord de l'àrea lingüística del brigasc-roiasc
K. Límit aproximatiu de la llengua occitana
L. Límit aproximatiu de la llengua occitana anciana
M. Límit del Comtat de Niça
N. Límit de l'antic departament dels Alps Marítims (1793-1814)
O. Límit de l'antiga província de Niça (1859-1860)
P. Límit oriental de la no-diftongació
Q. Límit oriental de /bew/ vs /biw/

Les Valls Occitanes (en occità Valadas Occitanas) són un territori d'Occitània sota l'administració d'Itàlia. Es troben administrativament dins de les regions del Piemont i una petita part a la Ligúria, i estan repartides per les províncies italianes de Coni, de Torí i d'Impèria (a Ligúria). En total ocupen 4.500 km² i hi viuen 174.476 habitants, amb capitals demogràfiques a les viles de lo Borg Sant Dalmatz, Buscha, Bueves i Draonier i històriques a Peirosa, Sant Pèire i Entraigas.
Segons estadístiques de l'Ires Piemonte, la varietat vivaro-alpí de l'occità és parlat pel 49,4% de la població de la vall, com és definida a la llei 482/99. Aquest número és resultat d'un sondeig telefònic en italià i, per tant, no es va mesurar el nivell efectiu de competència lingüística en occità. Tots els habitants coneixien l'italià i, segons el mateix sondeix, el 65,1 dels habitants també parlaven el piemontès.